# باشگاه فوتبال گایزلی
باشگاه فوتبال گایزلی (به انگلیسی: Guiseley Association Football Club) یک باشگاه فوتبال در شهر گایزلی، کشور انگلستان است که در سال ۱۹۰۹ میلادی تأسیس شده‌است.